# La Coronilla
La Coronilla ist ein Badeort in Uruguay.

## Geographie

### Lage
Er befindet sich im 5. Sektor des Departamento Rocha im Südosten Uruguays. La Coronilla liegt etwa 314 km von der Hauptstadt Montevideo entfernt an der Atlantikküste. 25 km nordöstlich befindet sich die brasilianisch-uruguayische Grenze bei der Stadt Chuy. Wenige Kilometer südlich ist Punta del Diablo gelegen. Der Küste von La Coronilla vorgelagert sind die Islas de La Coronilla, eine kleine Inselgruppe.

### Bodenschätze
Bei La Coronilla lagern Salz, Magnesia, Kaliumsulfat und Gips.

## Geschichte
Am 13. November 1951 wurde La Coronilla durch das gesetz Nr. 11.763 in die Kategorie "pueblo" eingestuft.

## Infrastruktur
Westlich führt in Nord-Süd-Richtung die Ruta 9 an La Coronilla vorbei, die südlich des Ortes auf die Ruta 14 trifft.

## Einwohner
Als Einwohnerzahl wurden bei der Volkszählung 2011 510 Personen registriert, davon 255 männliche und 255 weibliche. Die Zahl der Einwohner schwankt jedoch saisonbedingt.
| Jahr | Einwohner |
| ---- | --------- |
| 1963 | 492       |
| 1975 | 626       |
| 1985 | 593       |
| 1996 | 586       |
| 2004 | 541       |
| 2011 | 510       |

Quelle: Instituto Nacional de Estadística de Uruguay